# Parung (Darma)
Parung is een bestuurslaag in het regentschap Kuningan van de provincie West-Java, Indonesië. Parung telt 2559 inwoners (volkstelling 2010).